# Henrik Fisker
Henrik Fisker (Allerød, 10 agosto 1963) è un imprenditore, progettista e manager danese naturalizzato statunitense, fondatore della Fisker Automotive.

## Biografia

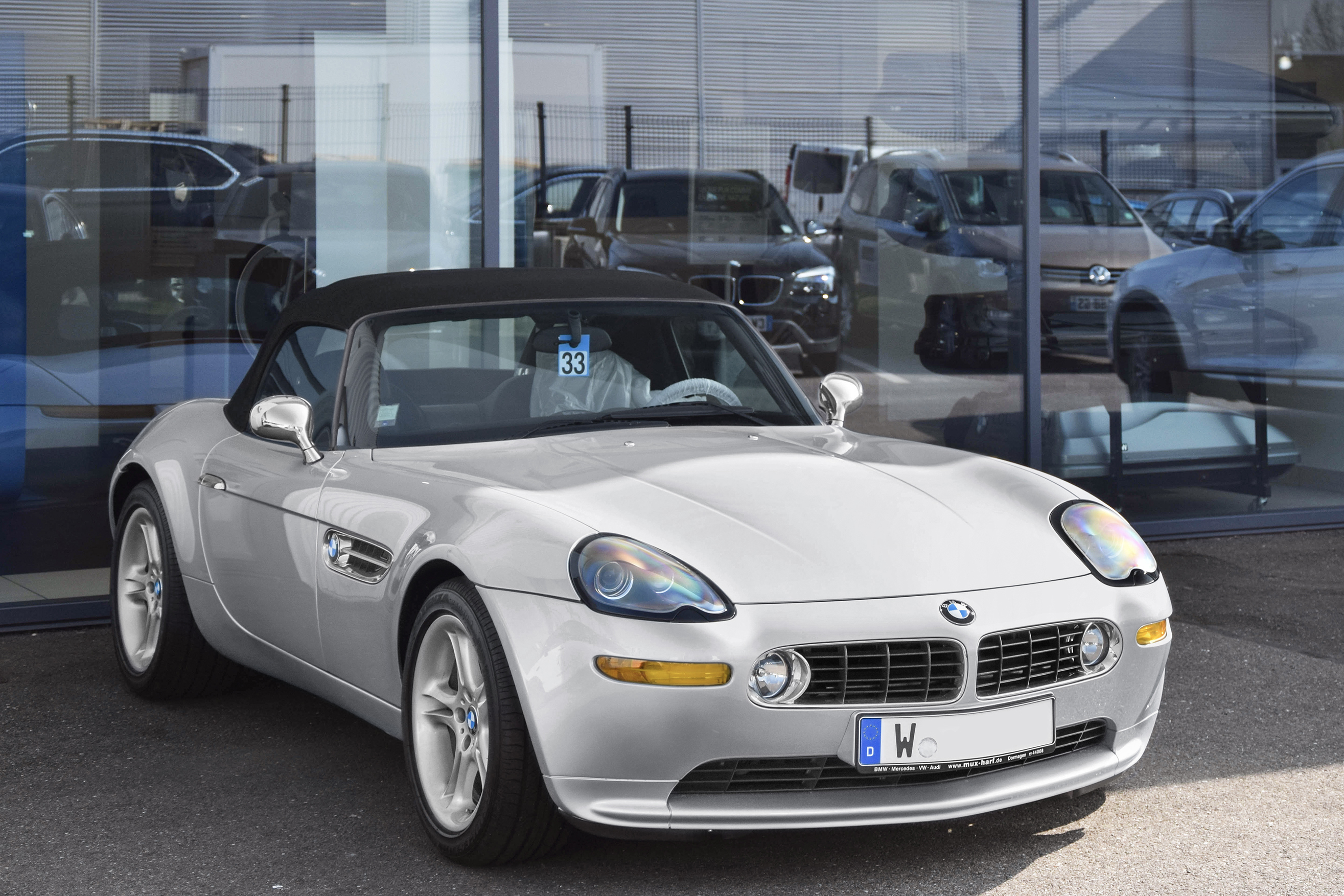
BMW Z8

È noto soprattutto per la progettazione di autovetture tra cui le più noto sono le BMW Z8, Aston Martin DB9, Aston Martin V8 Vantage, Fisker Karma, Galpin-Fisker Mustang Rocket VLF Force 1 V10, VLF Destino V8, Fisker EMotion, Fisker SUV e Fisker Orbit. Ha anche progettato la moto Viking, il superyacht Benetti Fisker 50, ed è coinvolto nella progettazione di batterie a stato solido. È fondatore di HF Design, cofondatore di VLF Automotive, fondatore ed ex CEO di Fisker Coachbuild, fondatore di Fisker Automotive dove è stato presidente e CEO fino a marzo 2013 e fondatore, presidente e CEO di Fisker Inc.
Per la fondazione della casa automobilistica Fisker e la creazione del modello Fisker Karma, ha ricevuto molti riconoscimenti. Goliath.com lo ha nominato come uno dei 10 più grandi designer automobilistici nella storia automobilistica, scrivendo che ha creato "alcuni dei capolavori moderni nel settore automobilistico".
Laureato in design dei trasporti presso l'Art Center College of Design di Vevey in Svizzera nel 1989, nello stesso anno entra in BMW lavorandoci fino al 2001. Dal 2001 al 2005 passa alla Ford Motor Company, dove lavora come direttore del design presso la Aston Martin (all'epoca parte del gruppo Ford). Nel 2007 fonda la casa automobilistica Fisker Automotive. Si è poi dimesso da presidente della Fisker Automotive nel marzo 2013, a causa di disaccordi con la direzione sulla strategia aziendale.
Nello stesso anno ha fondato la HF Design & Technology, uno studio di design con sede a Los Angeles. Nel 2015 HF Design e Fisker hanno collaborato con la Benetti Yachts per creare una serie di superyacht denominata Benetti Fisker 50. Nel gennaio 2016 Fisker fonda la VLF Automotive insieme con l'ex dirigente della Boeing Gilbert Villarreal e l'ingegnere automobilistico e ex dirigente della General Motors Bob Lutz, per produrre auto di lusso artigianali. Il 3 ottobre 2016 fonda la Fisker Inc., una casa automobilistica americana con sede in California che progetta e sviluppa veicoli completamente elettrici.

## Modelli progettati/disegnati

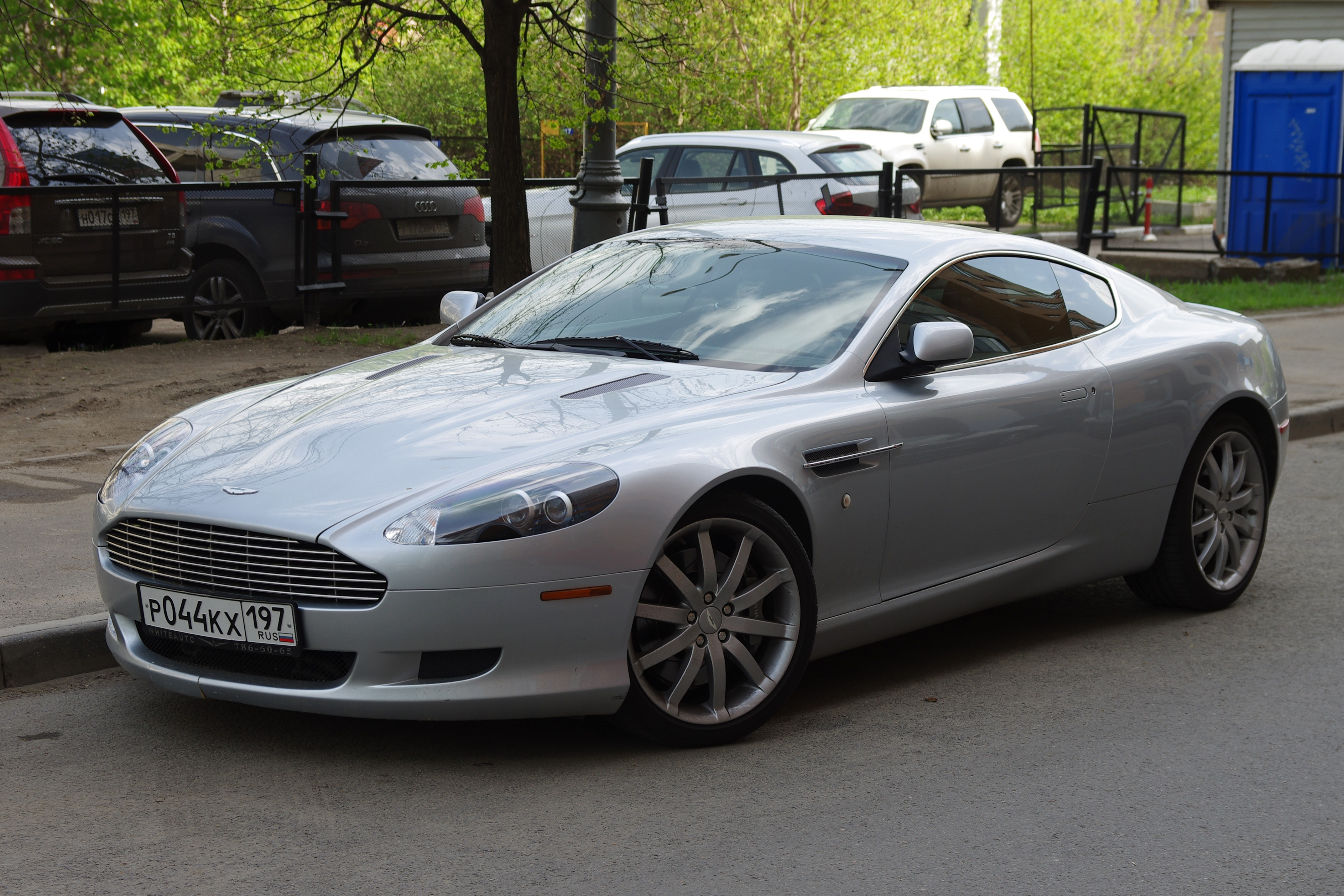
Aston Martin DB9

- BMW Z8
- Aston Martin DB9
- Aston Martin V8 Vantage
- Artega GT
- Fisker Karma
- Galpin-Fisker Mustang Rocket
- VLF Force 1 V10
- VLF Destino V8
- Fisker EMotion
- Fisker SUV
- Fisker Orbit

## Riconoscimenti

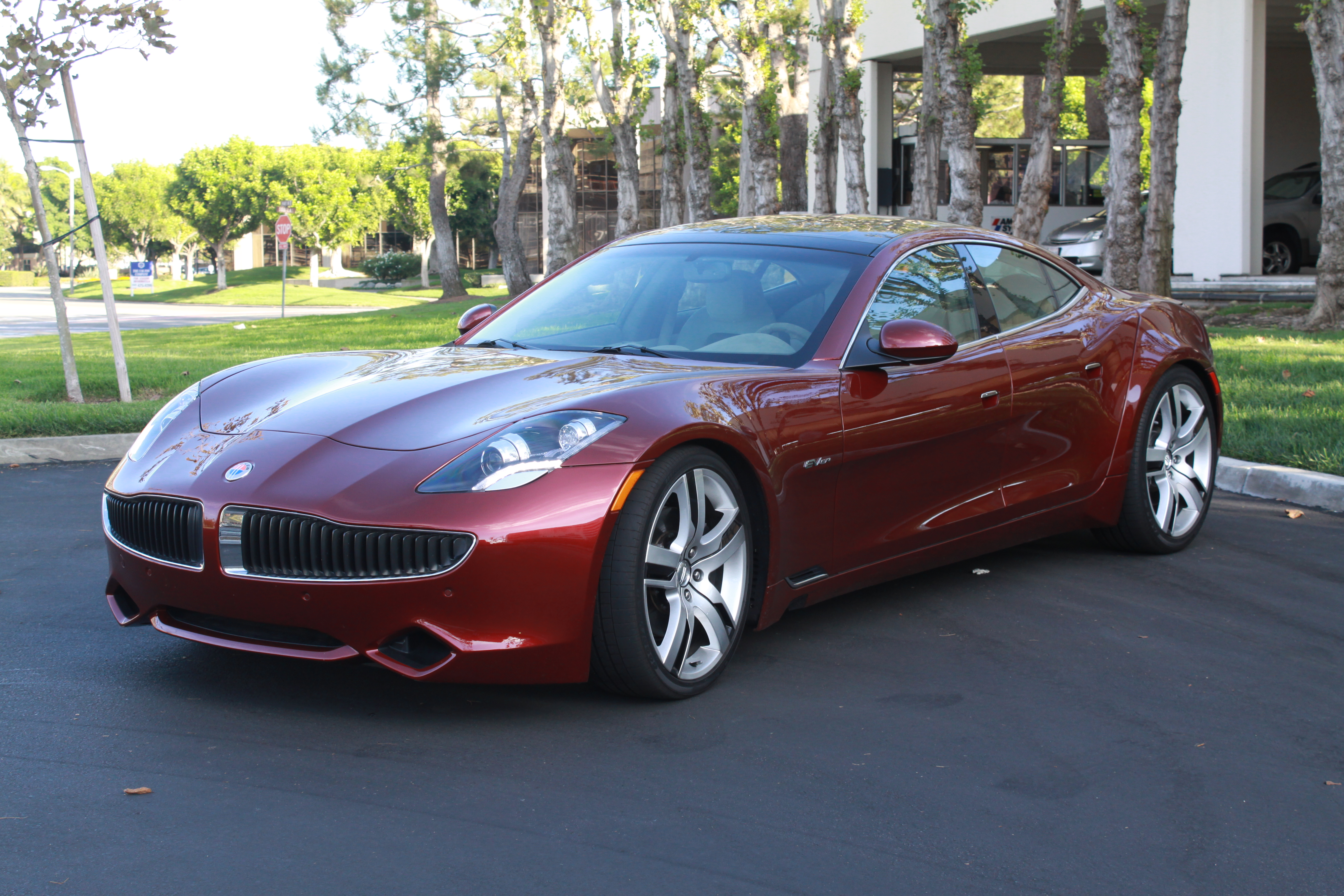
Fisker Karma

- Time magazine Green Design 100, Fisker Karma, 2009[2]
- American Business Awards Stevie Award, Most Innovative Company, Fisker Automotive, 2010[3]
- First Prize, International Design Awards, Product of the Year, Fisker Karma, 2011
- Silver Edison Award, Fisker Karma, 2011[4]
- Time magazine 50 Best Inventions of 2011, Fisker Karma[5]